# Gnidia francisci
Gnidia francisci är en tibastväxtart som beskrevs av Harry Bolus. Gnidia francisci ingår i släktet Gnidia och familjen tibastväxter. Inga underarter finns listade i Catalogue of Life.